# Petronius (piattaforma petrolifera)
Petronius è una piattaforma petrolifera a torre per acque profonde gestita da Chevron nel Golfo del Messico, 210 km a sud est di New Orleans, Stati Uniti. 
Considerando la tutte le parti in estensione la piattaforma raggiungeva l'altezza di 609,9 metri ed era probabilmente la struttura autoportante più alta del mondo, fino a quando non è stata superata dal Burj Khalifa nel 2010, sebbene questa affermazione sia contestata poiché solo 75 metri della piattaforma sono sopra l'acqua. Circa 8.000 m 3 (50.000 barili) di petrolio e 2.000.000 m 3 (70 milioni di piedi cubi) di gas naturale vengono estratti giornalmente dalla piattaforma. 
La piattaforma è situata per sfruttare il giacimento di Petronio, scoperto nel 1995 in Viosca Knoll (blocco VK 786) e intitolato a Petronio, scrittore romano. Il fondale si trova 535 m sotto la piattaforma. Il design della torre è più flessibile rispetto alle piattaforme terrestri convenzionali per far fronte meglio alle forze del mare.  
La costruzione iniziò nel 1997 e il contratto per la piattaforma è stato preventivato a $ 200 milioni con costi totali di circa $ 500 milioni. Il modulo nord da 4000 tonnellate fu installato nel novembre 1998, ma il tentativo di installare il modulo sud leggermente più leggero nel dicembre di quell'anno terminò con l'unità sul fondo del mare. Un modulo di sostituzione è stato costruito e installato da Saipem 7000 nel maggio 2000. 
Ancora oggi comunque, considerando la sua altezza totale, è una delle strutture più alte del mondo. 